# Melanio de Rennes
Melanio de Rennes (santo), (en latín Melanius), fue obispo de Rennes (Francia) a partir de 505. Nació hacia 456. Participó, en 511, en el Primer Concilio de Orleans, convocado por Clodoveo I. Murió hacia 530.

## Etimología
Melanio, como nombre, parece derivar del griego melas, melanos (negro u oscuro). Otras dos hipótesis es que podría derivar del antiguo bretón mael (príncipe) o del adjetivo bretón melen (amarillo).

## Festividad
En tiempos pasados se le festejaba en tres fechas: del 6 de enero se evocaba su muerte; el 11 de octubre, la traslación de reliquias; y el 6 de noviembre, la dedicación de su santuario.

## Hagiografía

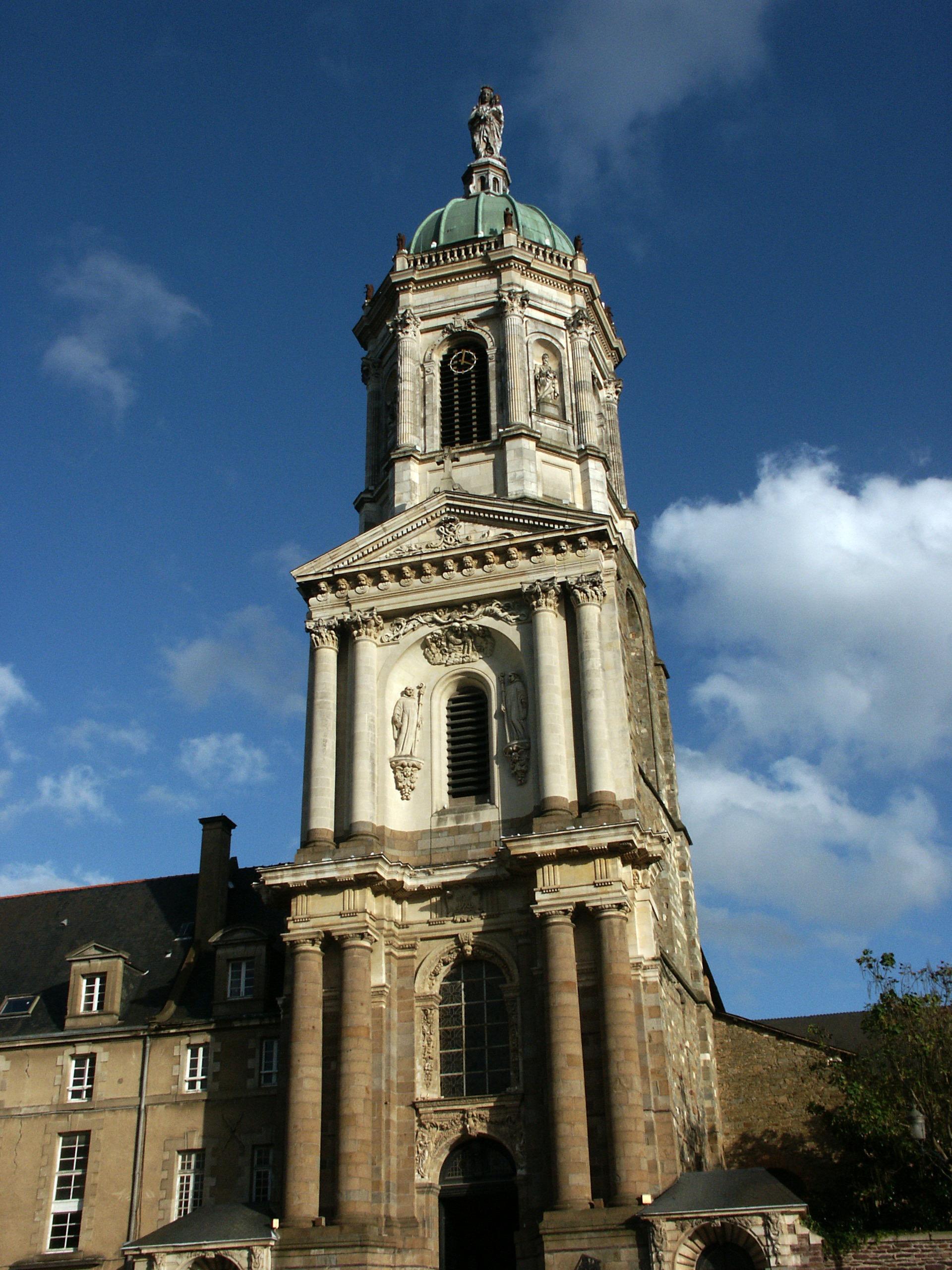
La iglesia Notre-Dame en Saint-Mélaine en Rennes, Francia.

Nació alrededor de 456, en Platz (actual Brain-sur-Vilaine), aunque algunas fuentes sitúan su nacimiento en Plélauff.
Nació en el seno de una familia noble galorromana, aunque otra tradición le considera que era pastor de niño y que dejó ese oficio para tomar clases en el monasterio de Rennes. Ya de muy joven, transformó su casa familiar en un monasterio.
Melanio tuvo cierta relación con Eusebio de Vannes, rey galorromano semilegendario de la ciudad de Vannes, al cual curó, así como a su hija; como agradecimiento, le concedieron la parroquia de Comblessac. Se le considera como el primer gran representante del obispado de Rennes y es su patrón. Es uno de los siete santos fundadores de la iglesia bretona. Fue nombrado por san Amando su sucesor en 505, lo que comportó que pasara a ser consejero de Clodoveo I, a quien animó a que construyera nuevas iglesias, desterrando el paganismo de sus tierras.
Entre 511 y 520, conjuntamente con los obispos de Tours y de Angers, escribió a dos monjes bretones, Catihernus y Louocatus, admoniciones conteniendo reprimendas y amenaza de excomunión sobre la celebración de ritos que parecían propios de los cristianos celtas, en particular sobre la participación de mujeres en el rito de la misa.
Su vida está llena de hechos extraordinarios que atestiguan su carácter de personaje civilizador y político.
Está enterrado en la colina de Champ du Repos, en Rennes, donde se construyó la abadía de san Melanio, actualmente pro catedral de Notre-Dame-en-Saint-Melaine.
Se destacó por su gran humildad y vida de oración.

## Milagros y devoción
El autor de su vida relata que resucitó a un muerto e hizo muchos otros milagros.
Los milagros que se le atribuyen se habrían producido tanto en vida, como después de su muerte. Así, siendo su cuerpo transportado en barca por el río Vilaine de Platz a Rennes, habría liberado a unos ladrones encerrados en una torre en la que, al paso de la barca, se habría abierto una brecha, al tiempo que los prisioneros se veían libres de sus cadenas.
Hay un autor anónimo que, en el siglo VII, relata su vida. En el siglo XI, Gervais de Balleme, obispo primero de Le Mans y luego arzobispo de Reims, copia la vida de Melanio al anterior autor, relatando varios milagros ocurridos por su intercesión al oeste del río Mayenne. Uno de dichos milagros, que se produjo en Argentré, pudo haber dado lugar a edificación de la parroquia de San Melanio o al menos haber dado lugar a que se les diera su patronazgo.
San Melanio parece haber gozado de una gran devoción póstuma, pues su nombre aparece en un gran número de topónimos en el oeste de Francia: municipios, lugares, parroquias y capillas.

## Vida política
Melanio estimaba que el episcopado que se le había impuesto, conllevaba el ocuparse de los asuntos públicos, preocuparse por las preocupaciones del pueblo llano, de los problemas de la gente y a dedicarse, en cierta medida, a las costumbres de su siglo.
Nombrado obispo, ejerció un papel político como intermediario entre la población galorromana y el nuevo poder franco, encarnado por Clodoveo I. Habría negociado en 497 con el obispo Paterno de Vannes y con Clodoveo I un tratado entre los francos, por un lado, y los galorromanos de Armórica y los bretones, por otro. Así, galorromanos y bretones no pagaban tributos y reconocían la supremacía de los francos. Una condición no escrita del tratado sería la conversión al cristianismo de Clodoveo y su pueblo, recibiendo a cambio el apoyo del pueblo indígena en la lucha contra los otros pueblos germánicos.
En 511, durante el I Concilio de Orleans, hizo de abogado de las ciudades de la Bretaña occidental, las cuales, sin haberse llegado a someter a los francos, habían firmado tratados con ellos.

## Arte
Rennes, iglesia de Notre-Dame-en-Saint-MelaineUn gran vano del transepto sur tiene una vidriera datada en 1942, de ocho metros de alto por cuatro de ancho, que representa el traslado de los restos de San Melanio, a la entrada de Rennes, transportado por el río Vilaine, al tiempo que laicos y clérigos se inclinan a su paso.
Catedral de San Pedro (Rennes)Melanio discutiendo con su predecesor como obispo de Rennes, San Amando. Fresco representando la procesión de los santos obispos de Rennes, a lo largo del deambulatorio del coro. Pintado por Alphonse Le Hénaff (1871-1876).